# FS E424 sorozat

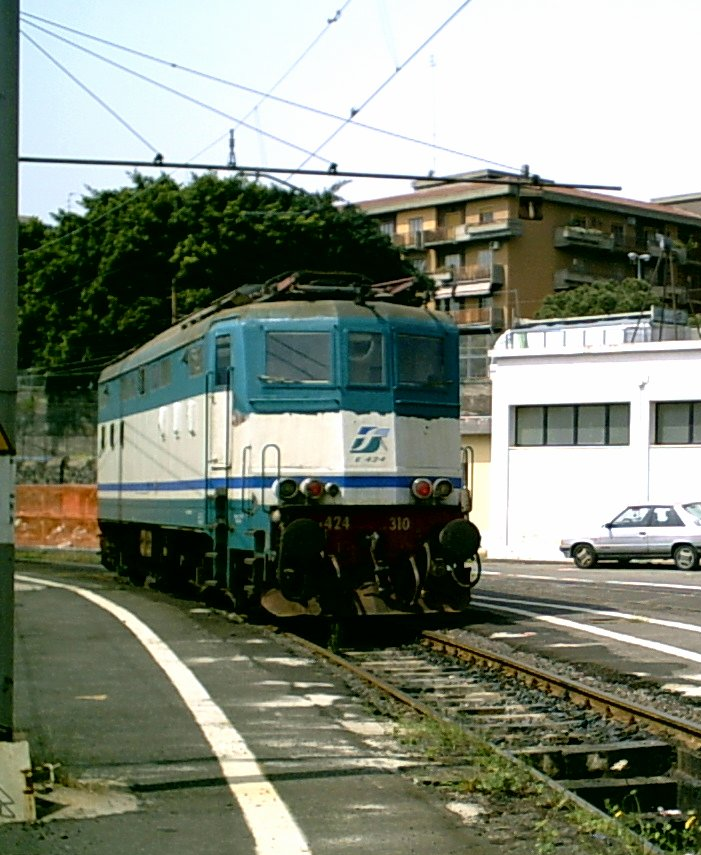
FS E424 310 mozdony már az újabb FS festéssel

Az FS E424 sorozat egy olasz Bo'Bo' tengelyelrendezésű villamosmozdony-sorozat. 1943-ban gyártottak belőle összesen 158 db-ot, 1986 és1993 között a teljes sorozat felújításon esett át, melynek során az eredeti 100 km/h-s sebességét 120 km/h-ra növelték. Személyszállító ingavonatok továbbítására használják, de helyüket folyamatosan veszik át az újabb FS E464 sorozatú mozdonyok.